# Gage Montgomery
Pour les articles homonymes, voir Montgomery.
Gage Montgomery (1898-1963) est un avocat et un homme politique canadien du Nouveau-Brunswick.

## Biographie
Gage Montgomery naît le 2 mai 1898 à Bedell Settlement, au Nouveau-Brunswick. Tout en étant agriculteur et marchand, il devient maire de la ville de Hartland.
Conservateur, il se lance en politique fédérale et est élu député de la circonscription de Victoria—Carleton le 26 mai 1952, lors d'une élection partielle organisée pour remplacer Heber Harold Hatfield, décédé en cours de mandat. Il est par la suite réélu en 1953 et 1957 et 1958.
Il meurt le 5 juin 1963.